# Kirche zum Heiligen Geist am Osterberg

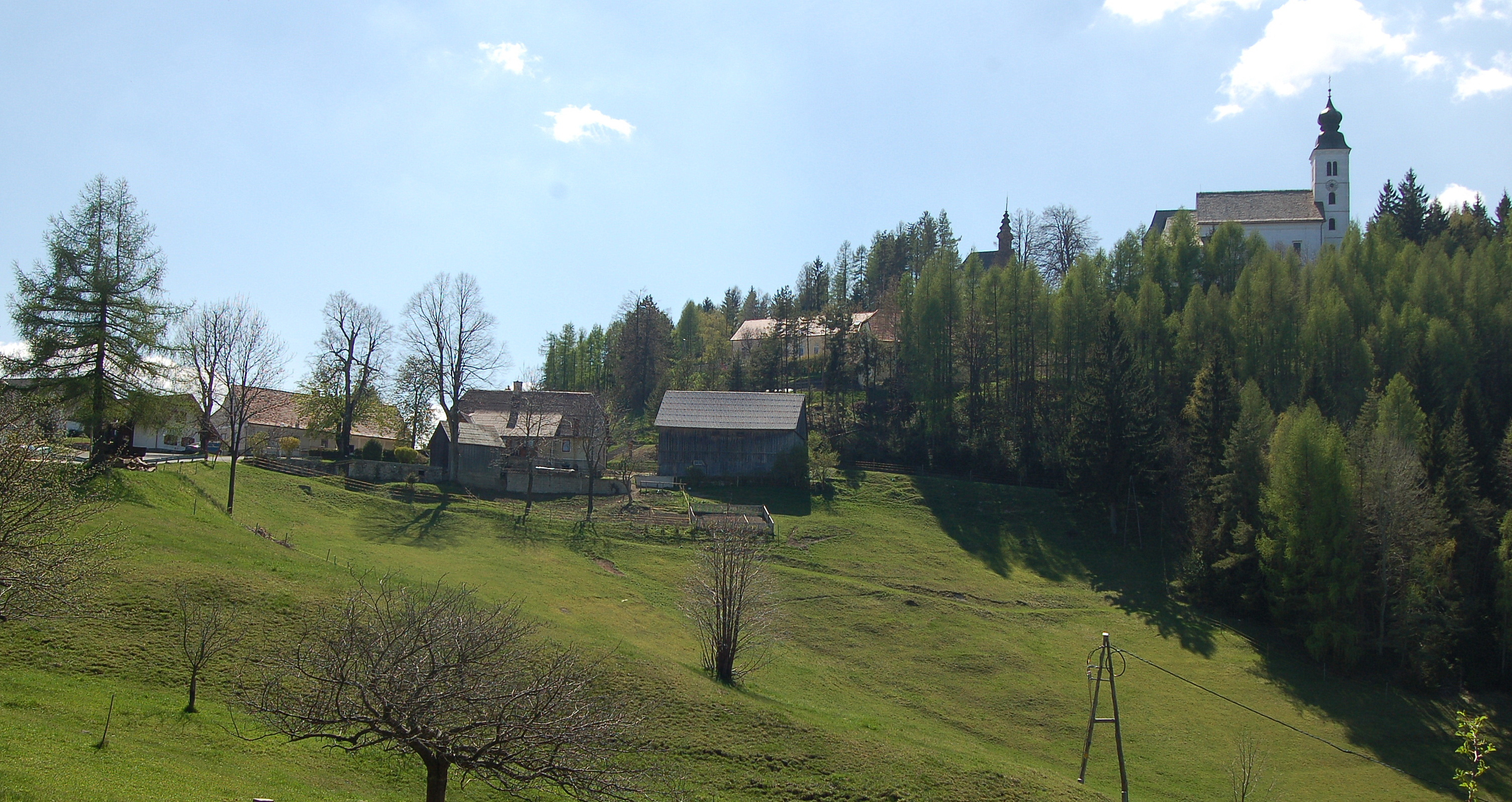
Die Heiligengeistkirche und der gleichnamige Ort

Die Kirche zum Heiligen Geist am Osterberg (slowenisch: Sveti Duh na Ostrem vrhu) liegt in der Gemeinde Selnica ob Dravi (Slowenien) nahe der Staatsgrenze zum österreichischen Bundesland Steiermark.
Der Name Osterberg beruht auf der spitzen Form des Berges, auf dem sich die Siedlung befindet und wird vom slowenischen Wort óster für „scharf, spitz“ abgeleitet. Das Wort steht daher für Scharfer Berg, Spitzer Berg und hat mit Ostern nichts zu tun.

## Geschichte
Schon viele Jahrhunderte gab es auf dem Osterberg bei Leutschach eine Holzkirche. Zu Beginn des 17. Jahrhunderts war der Berg Treffpunkt der Mitglieder einer Sekte, die wegen ihrer rituellen Tänze und religiösen Handlungen „Springer“ („Springer und Werfer“, „Springer-Sekte“, „Stifter und Springer“) genannt wurde. Sie hielten dort ihre regelmäßigen religiösen Zusammenkünfte ab. Ihr Kult war vor 1570 entstanden, er hatte Anhänger aus dem slowenischen und deutschen Kulturkreis, hauptsächlich aus unteren sozialen Schichten. Im Rahmen der religiösen Zusammenkünfte wurden durch Tänze „ekstatische Bewusstseinszustände mit Visionen“ angestrebt, und versucht, den „Heiligen Geist“ anzurufen. Die Sektenmitglieder waren unter anderem aus dem Gebiet von Schwanberg, das damals der letzte evangelische Bereich der südwestlichen Steiermark war, vertrieben worden und hatten sich in das Gebiet zwischen Soboth und den Windischen Büheln zurückgezogen, wo sie ihre Zusammenkünfte meist auf Bergkuppen abhielten. Die kirchliche Obrigkeit der Gegenreformation beobachtete die Zusammenkünfte nur einige Zeit und ließ dann gewaltsam die Sektenmitglieder zerstreuen.
Ob diese Versuche Mitte des 17. Jahrhunderts in dem nicht überall leicht zugänglichen Gebiet im Osten des Drauwaldes auf Dauer erfolgreich waren, ist offen. Ein Kultgebäude der Springer hatte schon vor 1600 bestanden, auch 1618 besaßen seine Anhänger eine Kapelle am Ort der heutigen Kirche, die danach von den Behörden in Brand gesteckt worden, aber im Jahr 1622 wieder errichtet worden war. Die Bewilligung der Errichtung von Kirchenbauten an den ehemaligen Kultplätzen der Sekte wird auch als Beitrag zu deren endgültiger Befriedung aufgefasst.

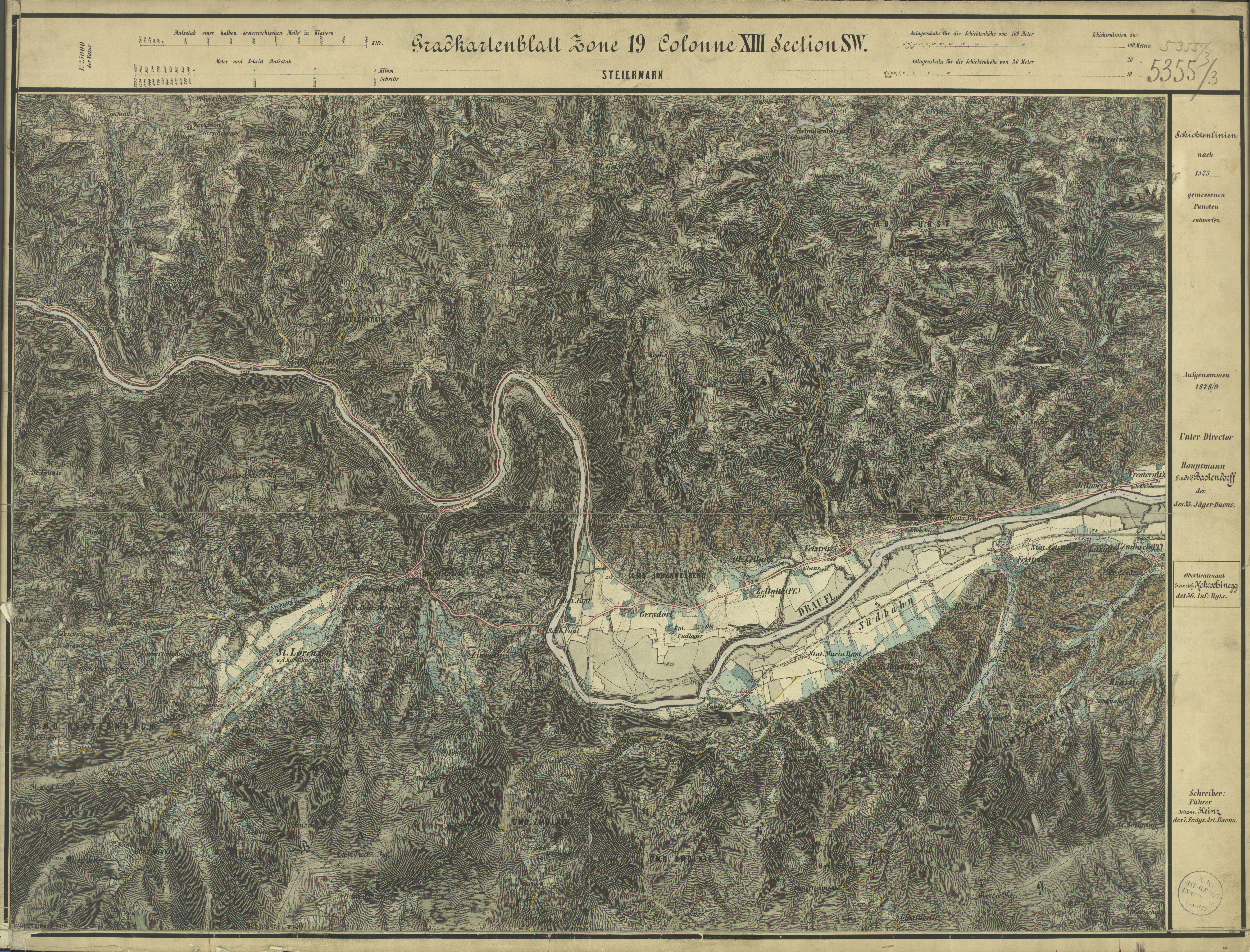
Die Pfarrkirche Heiligengeist an der Grenze zwischen den Bezirken Leibnitz und Marburg in den Jahren um 1879: Aufnahmeblatt 1:25.000 der 3. Landesaufnahme (Mitte oben)

Die Kirche wurde dann 1667 von Anna Crescentia von Stubenberg neu erbaut und 1709 dem Heiligen Geist geweiht. Rund um die Kirche entstand der Pfarrort Heiligengeist. Die Gottesdienststätte war ursprünglich eine Kapelle der Pfarre Leutschach, 1789 wurde sie zur Localie (Filialkirche) von Leutschach, 1892 zur selbständigen Pfarre.
Die Pfarre Heiligengeist umfasste neben weiten Teilen der ehemaligen österreichischen Gemeinde Schloßberg auch die heute zu Slowenien gehörenden Gebiete um den Ort Heiligengeist.
Im Jahre 1919, nach Ende des Ersten Weltkriegs und dem Frieden von St. Germain, wurde die Grenze zwischen der Republik Österreich und dem Königreich Jugoslawien gezogen. Dadurch wurde auch die Pfarre Heiligengeist geteilt – ein Teil verblieb auf österreichischer Seite und kam zur Pfarre Leutschach, der andere Teil wurde Jugoslawien zugeteilt.
Die Kirche ist ein Wallfahrtsort und beliebtes Ausflugsziel. Am Pfingstsonntag findet alljährlich das große Wallfahrerfest mit einem slowenisch- und einem deutschsprachigen Gottesdienst statt. Die Kirche wurde mit Hilfe engagierter steirischer Bürger und Unternehmen renoviert.